# Geografia Albaniei

Harta fizică a Albaniei

Albania are o arie totală de 28.748 km². Se învecinează cu Muntenegru la nord, Kosovo la nord-est, Macedonia la est și Grecia la sud. Are un teritoriu preponderent deluros și muntos. Cel mai înalt munte, Korab din districtul Dibra, are o înălțime de 2,753 m. Țara are o climă continentală, cu ierni reci și veri calde.
În afara capitalei Tirana, cu 800.000 de locuitori, orașele principale sunt Durrës, Elbasan, Shkodër, Gjirokastër, Vlorë și Korçë.

## Vezi și
- Prokletije (Alpii Albanezi)
- Golful Drin
- Listă de râuri din Albania